# Gaetano Carpani
Gaetano Carpani   (1692 - Roma, 8 de març de 1785) fou un compositor italià.
Fou mestre de capella i tingué gran quantitat d'alumnes, molts dels quals assoliren gran reputació a Itàlia.
Deixà manuscrites moltes composicions.